# Espacio Carmen Thyssen
El Espacio Carmen Thyssen es un centro dedicado a exposiciones temporales, de junio a octubre, de obras de pintura nacional e internacional de la Colección Carmen Thyssen, situado en el municipio de Sant Feliu de Guíxols, en la comarca del Bajo Ampurdán.
Su apuesta por la difusión de la cultura hace que sean de especial interés las actividades familiares que acompañan la exposición.
Este centro está ubicado en el Palacio del Abad, integrado en el Museo de Historia de Sant Feliu de Guíxols, hace que la experiencia del visitante se pueda complementar con un paseo por la historia que salvaguarda el espectacular conjunto monástico benedictino.

## Historia
En sus inicios, el Centro de Arte de Pintura Catalana Carmen Thyssen-Bornemisza, era un proyecto de centro de arte que estaba planteado para ubicarse en la antigua fábrica Serra Vicens de Sant Feliu de Guíxols.
Para la apertura de este centro se firmó, en 2003, un convenio entre el alcalde de Sant Feliu de Guíxols, el consejero de Cultura de la Generalidad de Cataluña y la baronesa Carmen Cervera, por el cual se cederían 350 obras de la colección Thyssen de pintura catalana entre 1850 y 1950, con obras de pintores como Ramón Casas, Isidro Nonell o Santiago Rusiñol, entre otros. Una parte de estas obras actualmente están expuestas en el Museo Nacional de Arte de Cataluña. La otra parte procede de la colección privada Carmen Cervera. En un inicio, el ayuntamiento tenía que ceder un antiguo hospital del siglo XVII, pero finalmente se decidió que la ubicación sería la antigua fábrica Serra Vicens. Debido a la situación de crisis económica, la creación de este centro se demoró. Finalmente, en el año 2012, se inauguró el centro, llamado Espacio Carmen Thyssen, en el Museo de Historia de Sant Feliu, ocupando parte del palacio abacial barroco del monasterio.
Actualmente, el proyecto contempla la ampliación, tanto de actividades como de espacios en un futuro próximo, con la intención de situarse en paralelo con sus homólogos de Madrid (Museo Thyssen-Bornemisza), Málaga y Andorra (ambos con un Museo Carmen Thyssen). En este sentido, se trabaja para que la exposición temporal pueda alargar la temporada hasta ocho meses, y para ampliar el Espacio Carmen Thyssen, que implica una intervención importante en el edificio del monasterio.

## Exposiciones
Desde la primera exposición, el Espacio Carmen Thyssen se ha convertido en uno de los centros artísticos más destacados de la Costa Brava.
Las diferentes exposiciones temporales presentadas son:
- Paisajes de luz, paisaje de sueño. De Gauguin a Delvaux. (2012)
- Sisley-Kandinsky-Hooper. (2013)
- El ideal en el paisaje. De Meifrèn a Matisse y Gontxarova. (2014)
- Barcelona - Paris - New York. De Urgell a O'keefee. (2015)
- La ilusión del Faro West. (2016)
- Un mundo ideal, de Van Gogh a Gauguin y Vasarely. (2017)